# Lessja-Ukrajinka-Straße (Luzk)
Die Lessja-Ukrajinka-Straße ist die zentrale Fußgängerzone in Luzk in der Ukraine. Sie erstreckt sich über 730 m vom Bratsky-Mist-Platz bis zum zentralen Theaterplatz, entlang ihres Verlaufs befinden sich zahlreiche Baudenkmäler. Die im Mittelalter entstandene Straße war eine der wichtigsten im Luzker Vorort Zahlushetsky. Nach dem 18. Jahrhundert begann der intensive Ausbau der Straße. Ihr entlang entwickelte sich die Stadt nach Norden und seit dem 19. Jahrhundert ist sie die wichtigste Handelsstraße von Luzk. Zu Zeiten der Sowjetunion wurde sie zur Fußgängerzone.

## Geschichte

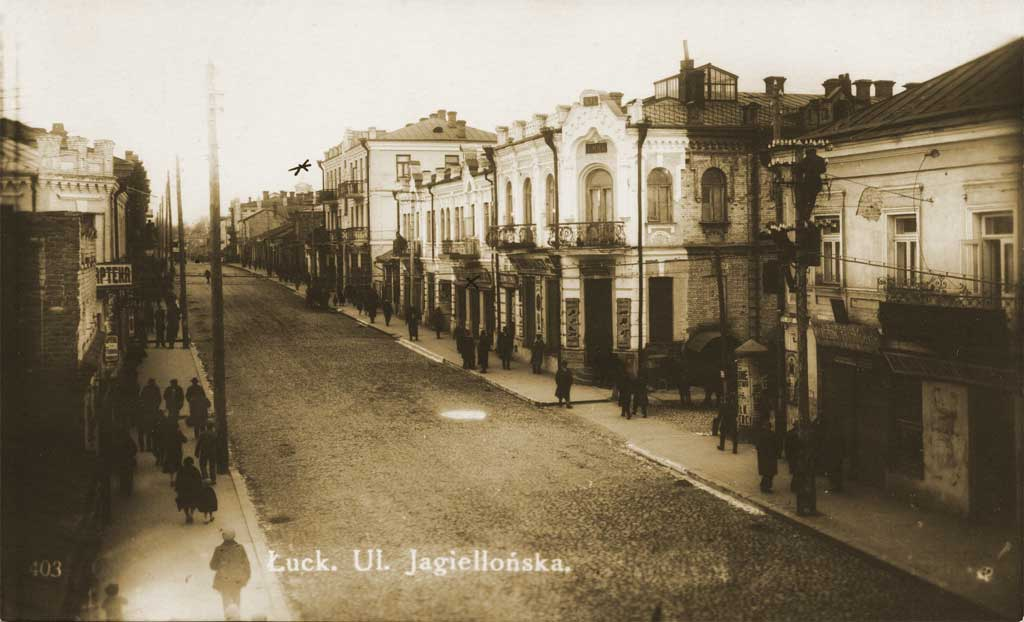
Postkarte

Die Straße entstand im Mittelalter. Sie wurde von der Innenstadt auf der Insel durch den Fluss Hluschtschez  getrennt. Im 12. Jahrhundert wurde das Kloster der Mariä Aufnahme in den Himmel, zu dem ein Weg über den Inselteil führte, und die Maria-Himmelfahrt-Kirche durch Unterstützung des Fürsten Mstislaw I. (Russland) auf dem heiligen Berg dieser Vorstadt gebaut. Dies war der Hauptgrund für den weiteren Ausbau der Straße, die zu dieser Zeit Pretschystenska-Straße genannt wurde. Der Straße kam außerdem zugute, dass Vasilko II. Romanovitsch im 13. Jahrhundert mit dem Bau des Vasilivsky-Klosters mit der Kirche St. Vasil auf einem benachbarten Hügel begann, wodurch die Straße zu noch einem wichtigeren Verbindungsweg wurde.
Seit Mitte des 14. Jahrhunderts hieß das inzwischen sehr stark befestigte Gebiet Pomostytschi. Die Topographie dieser Gegend begünstigte nicht nur das wirtschaftliche Leben, sondern auch die Verteidigungsbefestigungen. Daher gab es hier in den Zeiten der Fürsten im Norden noch einen Verteidigungswall. Im Lauf des 15. Jahrhunderts wurden viele Kirchen entlang dieser Hauptstraße gebaut, sodass es hier im 16. Jahrhundert acht Kirchen und Klöster gab.
Das Bernhardinerkloster wurde im 18. Jahrhundert erbaut.
In der zweiten Hälfte des 19. Jahrhunderts fand eine bedeutsame Erneuerung und Entwicklung der Straße statt. In den 1860er Jahren wurde die Kiew-Brest-Autobahn durch Luzk gelegt. Dieser Verlauf der Straße vergrößerte die Bedeutung und das Prestige der Stadt Lusk. Sie wurde gepflastert und bekam einen neuen Namen: Schosova-Straße. Stück für Stück wurden öffentliche Institutionen von der Insel in die Umgebung der Schosova-Straße verlegt. Das Zentrum von Luzk wurde langsam nach Norden entlang dieser Straße verlegt. An ihrem Ausgang zum Paradny-Platz wurde ein überdachter Zirkus errichtet, und in den 1870er Jahren wurde der erste öffentliche Stadtgarten in der Nähe dieser Straße neben dem Trinitarier-Kloster eröffnet. Ihm gegenüber befanden sich zwei Elektrotheater: „Modern“ und „Renaissance“.
Auch in der Architektur der Gebäude entlang der Straße gab es gegen Ende des 19. Jahrhunderts einige Neuerungen. Eine wichtige Rolle spielte der Backsteinstil unter Verwendung von Backsteinen in verschiedenen Farben, hauptsächlich rot und gelb. Das Gesims jedes Gebäudes mit Dachgeschoss war ursprünglich mit Ornamenten verziert. Die Fassaden hatten Ornamente aus Alabaster-Relief und weitere Verzierungen wie Gitterbalkone, Blumentöpfe, Unterstände, Zäune und Geländer.
Im Jahre 1894 wurde die Iver Kapelle am Rande der Straße auf Initiative der Luzker Bruderschaft hin erbaut. Hinter dieser Kirche wurde ein Denkmal des Kaisers Alexander III. aus Granit und Bronze errichtet.
Zur gleichen Zeit erbaute die reiche, jüdische Familie Kronstein einige Häuser an der Schosova-Straße, die aufgrund ihrer grandiose Architektur im Stil der italienischen Renaissance und des russischen Stils zu einem Schmuckstück der ganzen Stadt wurden. Die Hauptpost war ein solches Gebäude im russischen Stil. Dadurch war die Architektur der Shosova-Straße sehr abwechslungsreich, mit abwechselnd modernen Gebäuden und den alten bunten Backsteinhäusern.
Zwischen 1920 und 1939 wurde die Straße Jagiellonenstraße genannt. Während des Zweiten Weltkrieges wurde etwa die Hälfte der Gebäude zerstört. Nach dem Krieg wurde sie in Sowjetische Straße umbenannt. Die ehemaligen kleinen Geschäfte schlossen sich zusammen und die Fassaden wurden rekonstruiert und große Schaufenster eingebaut. Als Ergebnis der Wiederaufbau nach dem Krieg änderte sich das Aussehen der Straße deutlich. Durch diese Umbauten veränderte sich das Aussehen der Straße deutlich, vor allem durch Verputzen der Backsteinhäuser. In den 1980er Jahren wurde sie zu einer Fußgängerzone und in den 1990er Jahren nach Lessja Ukrajinka benannt. Viele Häuser wurden renoviert, aber fast kein Haus im Backstein-Stil wurde wiederaufgebaut.

## Heute
Heute ist die Lessja-Ukrajinka-Straße eine Fußgängerzone, die sich von der Altstadt bis zum Theater auf dem zentralen Platz erstreckt und eine der beliebtesten Straßen der Innenstadt und Luzk im Allgemeinen. Restaurants, Geschäfte, Büros, Wohnungen und öffentliche Organisationen haben hier ihren Platz, beispielsweise das Luzker Amtsgericht, die Abteilung für Bildung der regionalen Verwaltung und das medizinische College. Auch gibt es hier eine Kunstgalerie und eine große Passage mit Buchhandlungen. Seitlich der Straße wurde der Park im Jahr 2010 restauriert, in dem das Zeichen für die Partnerstädte von Luzk etabliert wurde. Man errichtete noch mehrere neue Gebäude.

## Baudenkmäler
| Hausnummer | Beschreibung | Foto |
| ---------- | --- | ---- |
| 2          | Kronstein Haus, errichtet zwischen 1890 und 1894, rekonstruiert 1928.                                                |      |
| 5          | Das älteste Backsteinhaus in der Straße, erbaut im frühen 19. Jahrhundert. Restauriert.                              |      |
| 13         | Dekoration der Fassade Ende des 19. Jahrhunderts.                                                                    |      |
| 32         | Art Nouveau Haus. Es wurde in den 1920er Jahren errichtet. Jetzt ist darin ein Pfandhaus und ein Café untergebracht. |      |
| 53         | Eckhaus, errichtet im frühen 20. Jahrhundert.                                                                        |      |
| 61         | Eklektizismus-Haus.                                                                                                  |      |

## Ansichten

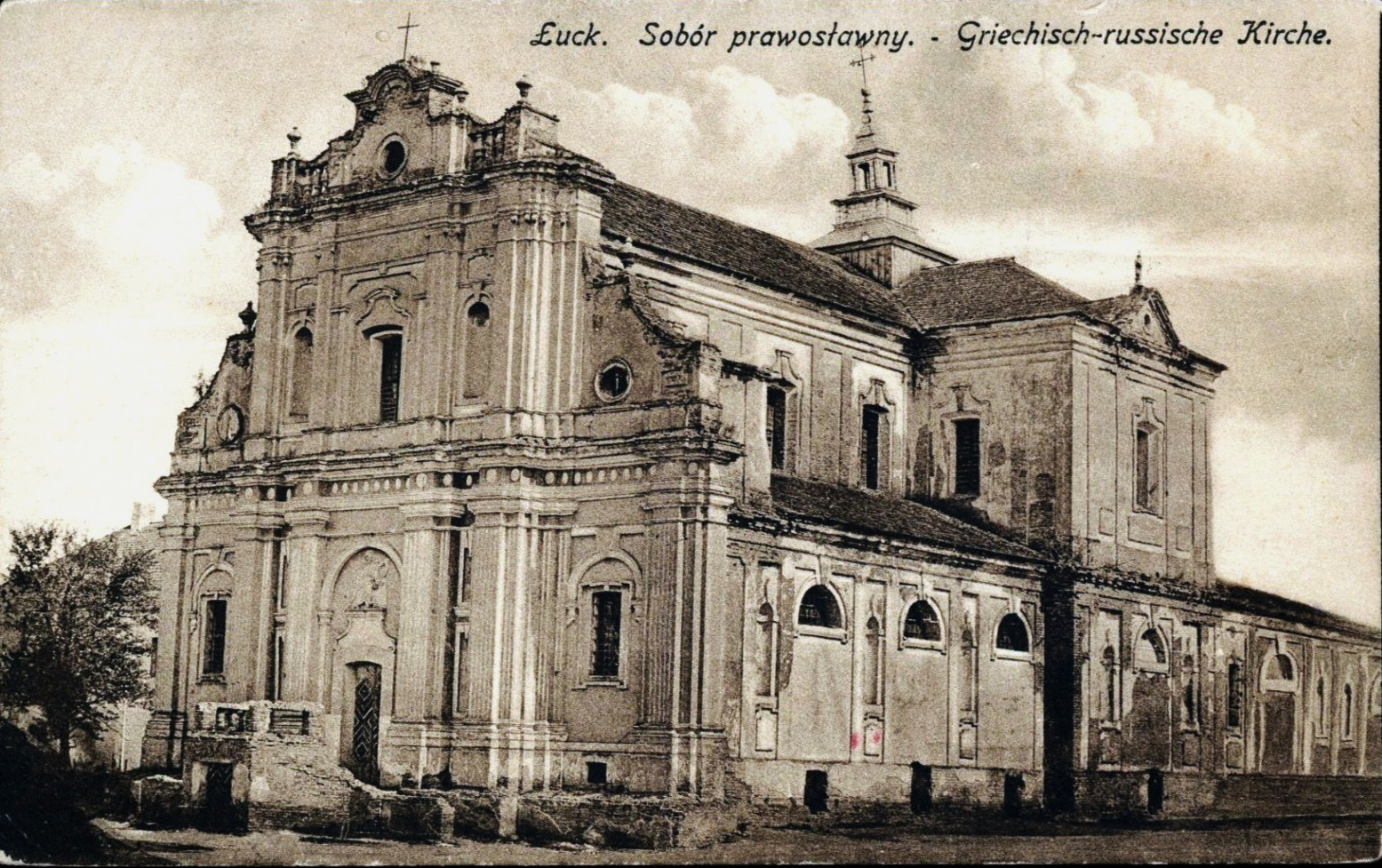
Bernardiner-Kirche
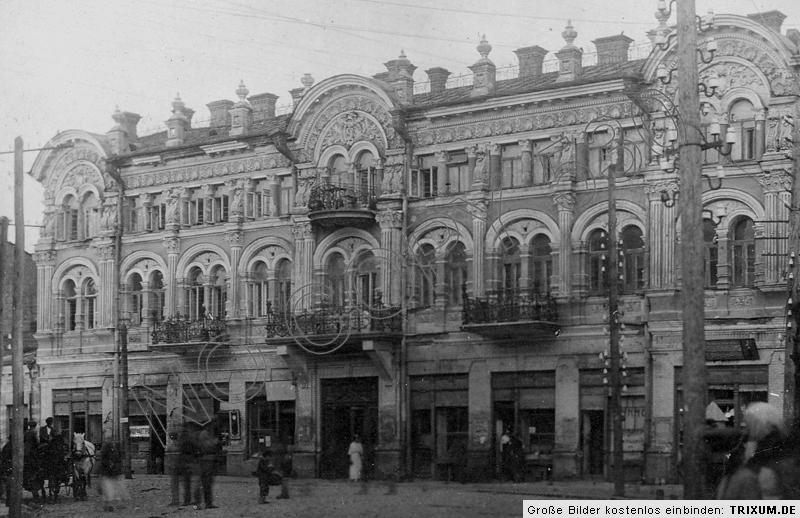
Kronstein Haus
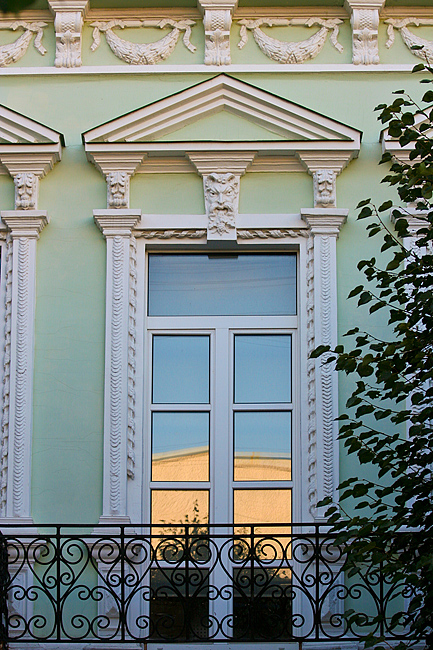
Fragment der Fassade
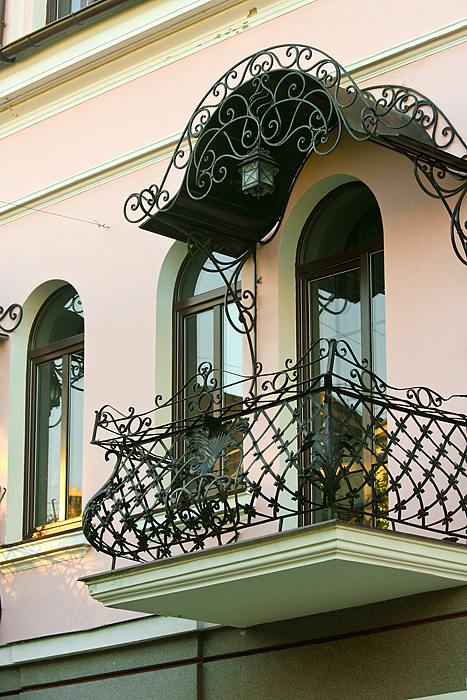
Balkon
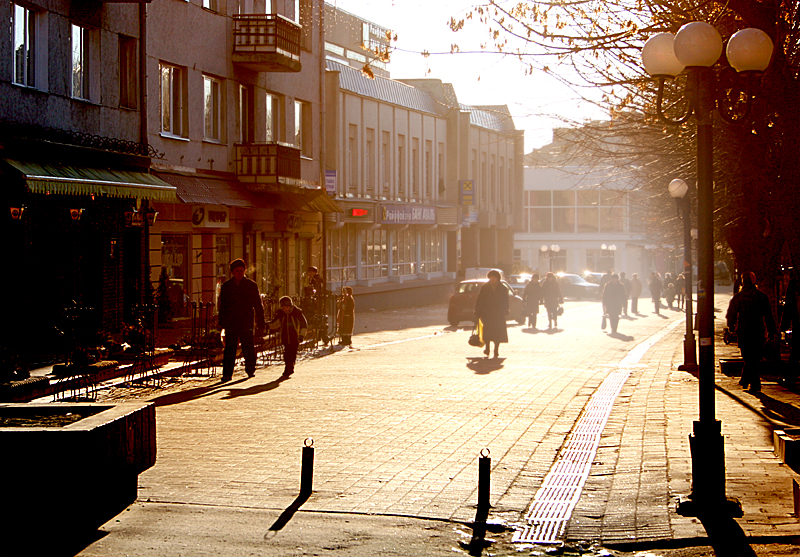
Straße